# Estany Petit de Saburó
L'Estany Petit de Saburó és un llac d'origen glacial que es troba a 2.582 m d'altitud, a la capçalera de la vall Fosca, al Pallars Jussà, al nord-est del poble de Cabdella, en el terme municipal de la Torre de Cabdella.
La seva conca està formada bàsicament per serrats del sud-oest del Tuc de Saburó, entre els Clots de Saburó i les Pales de Colomina.
Pertany al grup de vint-i-sis llacs d'origen glacial de la capçalera del Flamisell, interconnectats subterràniament i per superfície entre ells i amb l'Estany Gento com a regulador del sistema. Rep les aigües dels mateixos vessants de la muntanya i d'un grup de set estanys més petits, els Estanys de Saburó d'Amunt, i les seves aigües van a parar a l'Estany de Saburó.